# Семья Дональда Трампа
Семья Дональда Трампа (англ. Trump Family) — американская семья, члены которой задействованы в сферах недвижимости, развлечений и политики.

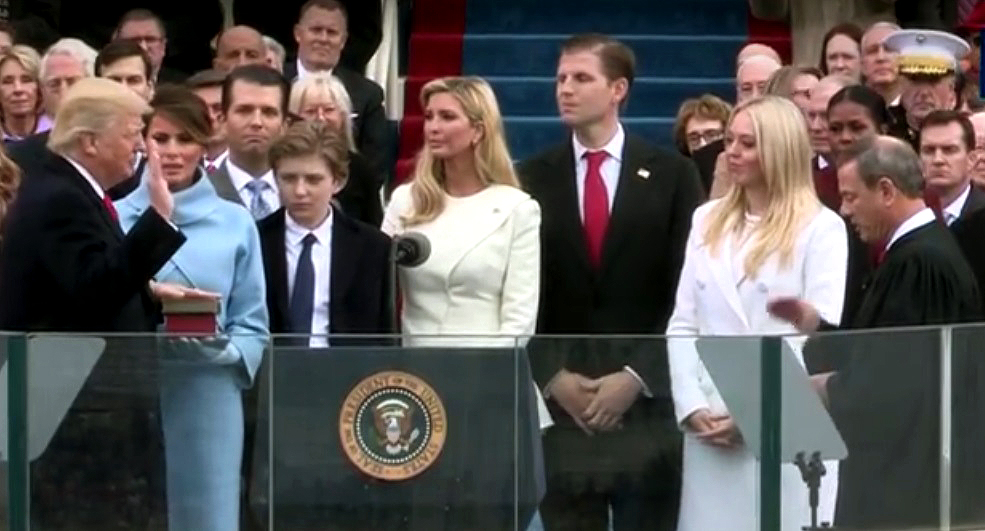
Семья Трампа во время первой церемонии инаугурации в 2017 году

Семья является частью рода Трампов, происходящего из Германии. У Дональда Трампа пятеро детей от трёх жен, а также одиннадцать внуков.

## Ближайшие родственники

### Жёны

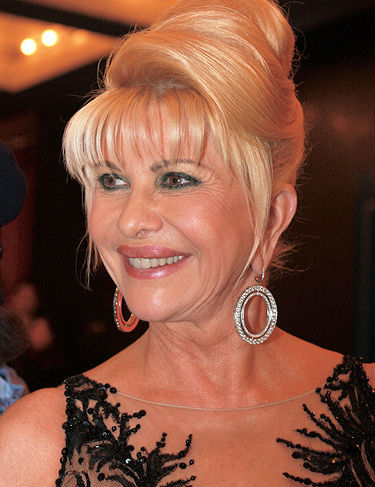
Ивана Трамп
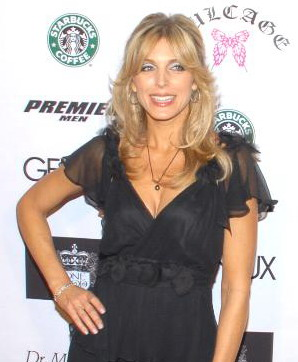
Марла Мейплз
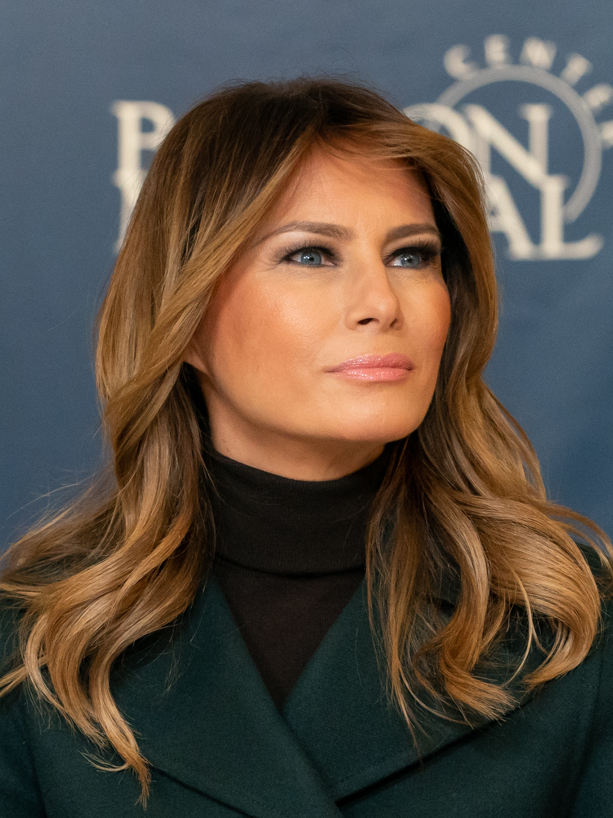
Мелания Трамп

#### Ивана Трамп
Ивана Мари Трамп (урождённая Зельничкова) (1949—2022) — первая жена Дональда Трампа (1977—1992). Родилась 20 февраля 1949 года в Злине, Чехословакия. Бывшая фотомодель и бизнес-леди.
Ивана Трамп играла важную роль в «The Trump Organization». Занимала пост вице-президента по дизайну интерьеров. Позднее перешла на работу в Trump Castle. В 1988 году получила гражданство США.

#### Марла Мейплз
Марла Энн Мейплз — актриса и кинопродюсер, вторая жена Дональда Трампа (1993—1999). Родилась 27 октября 1963 года в Долтоне, штат Джорджия.

#### Мелания Трамп
Мелания Трамп (урожденная Кнавс) — фотомодель, третья жена Дональда Трампа (с 2005 года). Родилась 26 апреля 1970 года в Ново-Место, Югославия. Стала второй женщиной иностранного происхождения, носившей титул первой леди, после Луизы Адамс.

### Дети

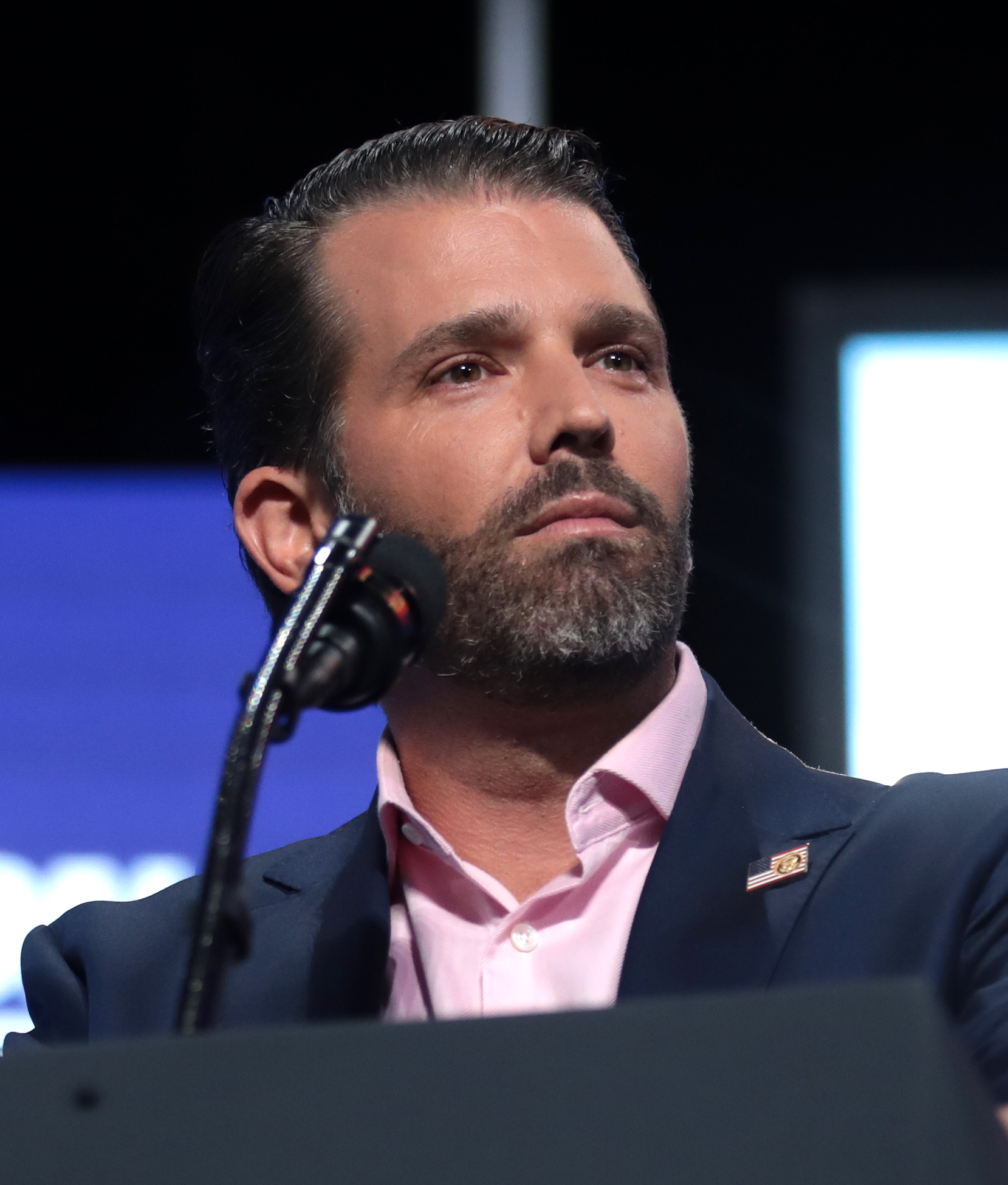
Дональд Трамп-мл.
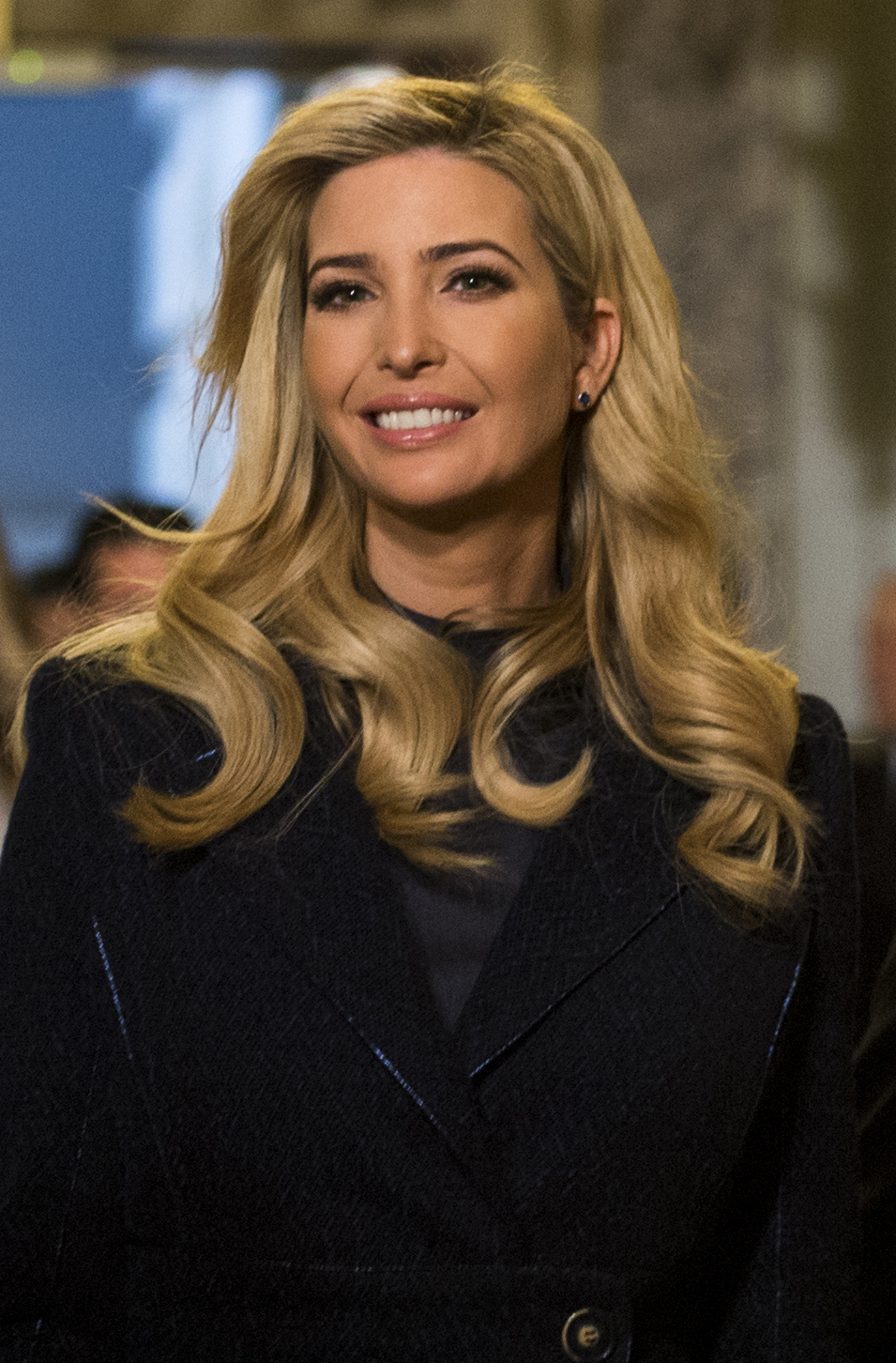
Иванка Трамп
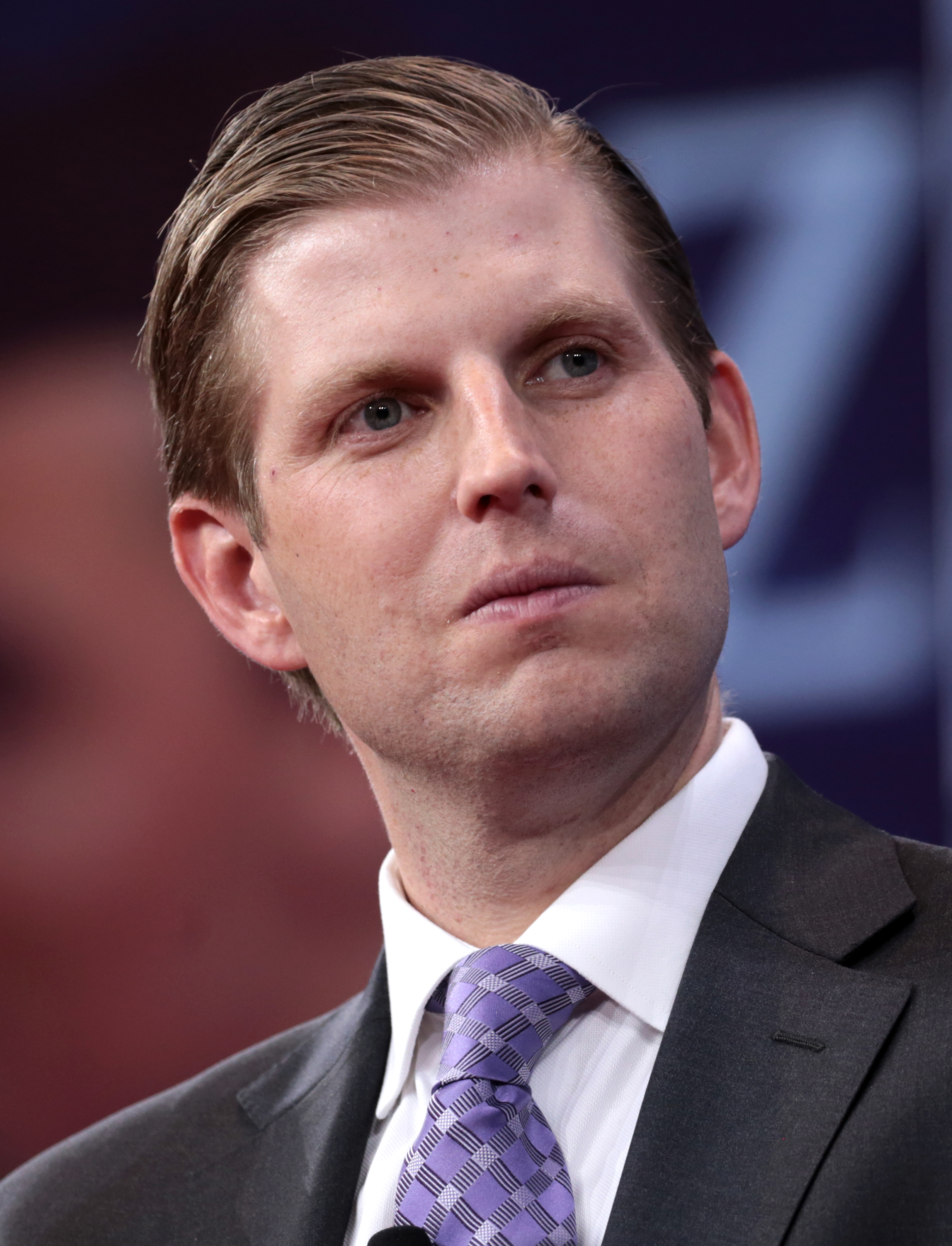
Эрик Трамп
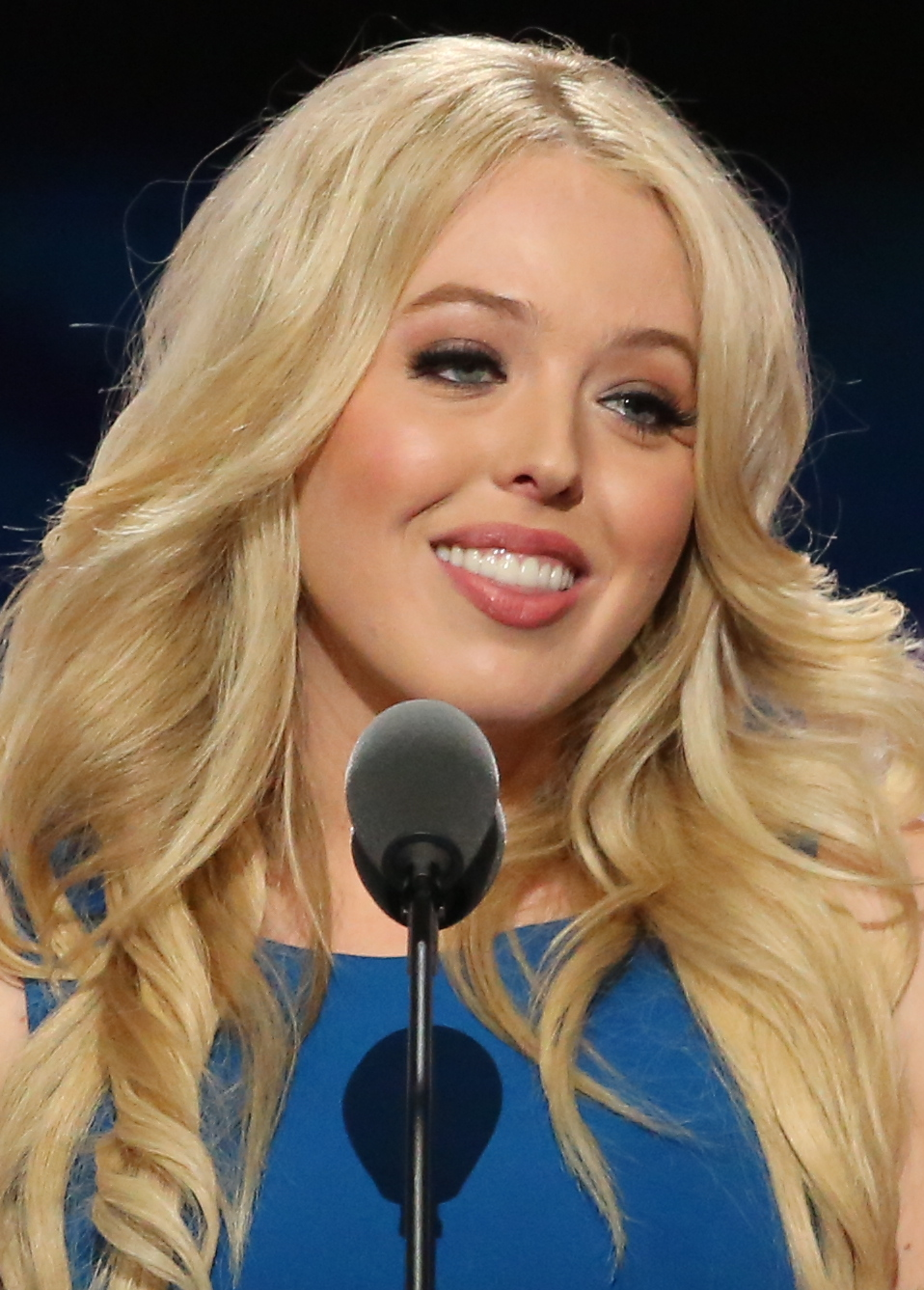
Тиффани Трамп
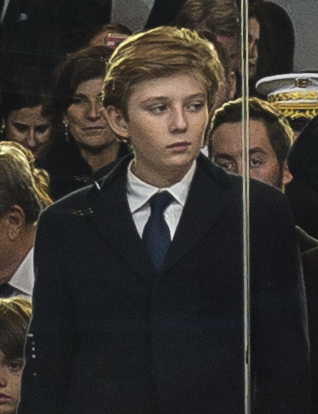
Бэррон Трамп

#### Дети от Иваны
Дональд-младший, Иванка и Эрик — трое старших детей Трампа от его первого брака с Иваной Трамп.
До выборов занимали должности исполнительных вице-президентов в «The Trump Organization». Во время президентской кампании представляли интересы своего отца в новостных программах. После победы Трампа на выборах все трое были включены в переходную команду президента.
После инаугурации Дональд-младший и Эрик возглавили «The Trump Organization», а Иванка переехала в Вашингтон со своим мужем Джаредом Кушнером, который был назначен на должность старшего советника президента.

#### Тиффани Трамп
Тиффани Ариана Трамп — единственный ребёнок Дональда Трампа от Марлы Мейплз. Родилась 13 октября 1993 года. Выпускница Пенсильванского университета, окончила Школу права при Джорджтаунском университете.

#### Бэррон Трамп
Бэррон Уильям Трамп (род. 20 марта 2006 года) — младший ребёнок Трампа и единственный от Мелании Трамп. В мае 2006 года Бэррон был крещён в Епископальной церкви Bethesda-by-the-Sea в Палм-Бич, Флорида. Выпускник Columbia Grammar & Preparatory School в Манхэттене. Вдобавок к английскому, Бэррон свободно владеет словенским языком.
В раннем детстве несколько раз появлялся на телевидении, в том числе в реалити-шоу The Apprentice, а также в одном из эпизодов Шоу Опры Уинфри. Принимал участие в предвыборном митинге в Южной Каролине, находился на сцене в течение приветственной речи своего отца на съезде Республиканской партии в 2016 году, а также на церемонии инаугурации в январе 2017 года.
Бэррон интересуется футболом, появлялся в футболке лондонского «Арсенала». В апреле 2017 года встретился с игроками «Ди Си Юнайтед» в рамках традиционного катания яиц на лужайке Белого дома. В сентябре 2017 года прошёл селекцию в команду U-12 Академии «Ди Си Юнайтед» на сезон 2017/2018. По состоянию на февраль 2019 года играл за футбольную ассоциацию Арлингтона.
14 октября 2020 года Мелания Трамп сообщила, что Бэррон сдал положительный тест на SARS-CoV-2. При этом симптомы COVID-19 не проявлялись.
В 2024 году окончил Оксбриджскую академию во Флориде и поступил в Нью-Йоркский университет.

### Внуки и внучки

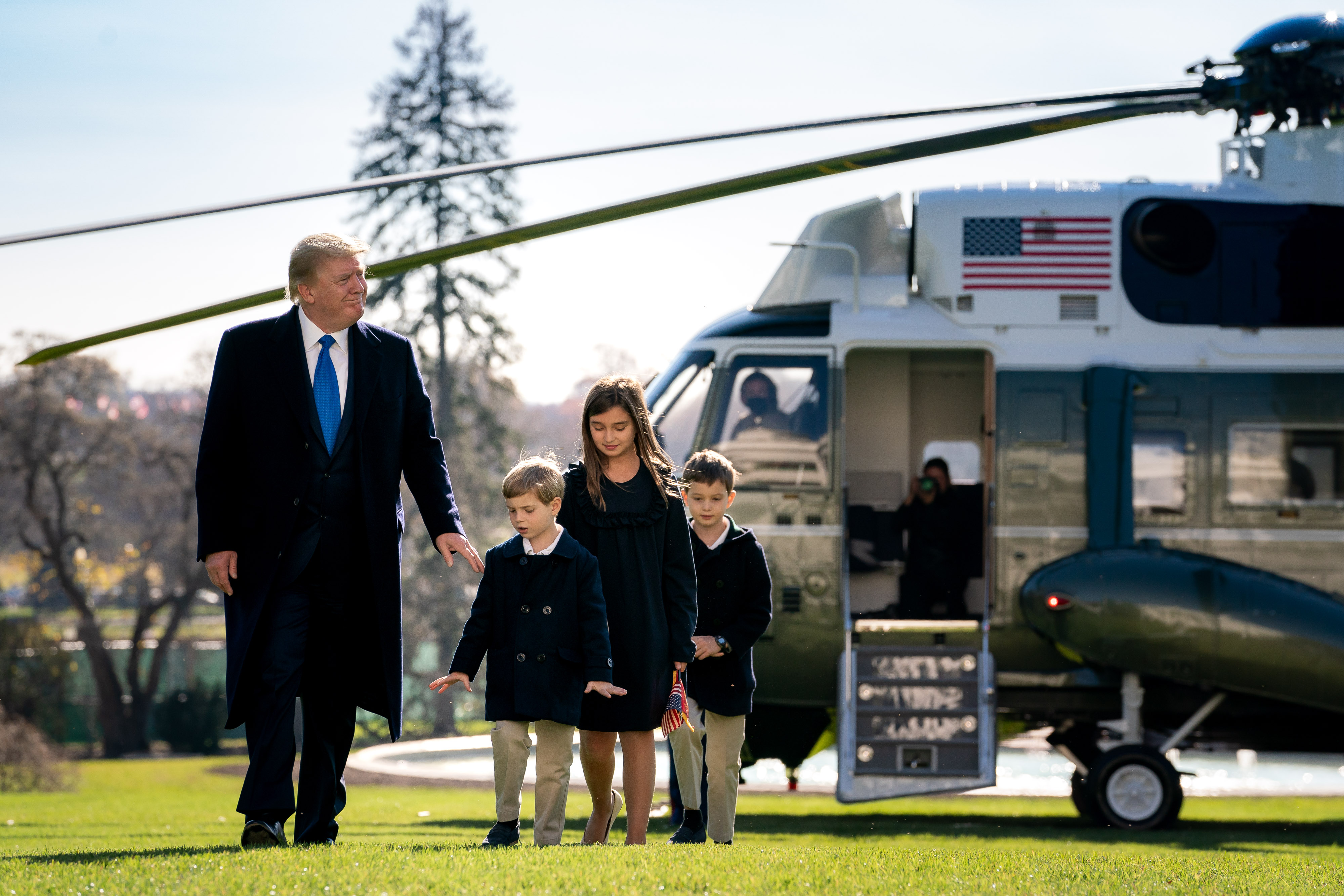
Дональд Трамп с Арабеллой, Джозефом и Теодором (детьми Иванки и Джареда) в 2020 году
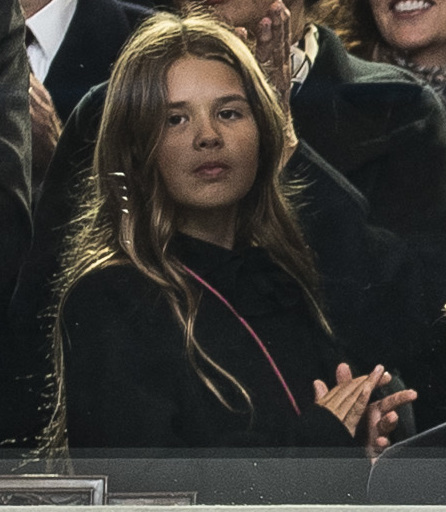
Кай Трамп на первой инаугурации деда в 2017 году

У Дональда Трампа одиннадцать внуков и внучек:
Дональд Трамп-младший и его бывшая жена Ванесса имеют пятерых детей:
- дочерей — Каю Мэдисон[англ.] (род. 12 мая 2007)[21], Хлою Софию (род. 16 июня 2014)[22];

- сыновей — Дональда Джона III (род. 18 февраля 2009)[23], Тристана Милоша (род. 2 октября 2011)[24], Спенсера Фредерика (род. 21 октября 2012)[25].

Иванка Трамп и её муж Джаред Кушнер имеют троих детей:
- дочь Арабеллу Роуз (род. 17 июля 2011)[26];
- сыновей — Джозефа Фредерика (род. 14 октября 2013)[27], Теодора Джеймса (род. 27 марта 2016)[28].

Эрик Трамп и его жена Лара имеют двоих детей:
- сына — Эрика Люка (род. 12 сентября 2017)[29]
- дочь — Кэролайн Дороти (род. 19 августа 2019)[30].

Тиффани Трамп и её муж Майкл Булус имеют одного ребёнка: 
- сын — Александр Трамп Булус (род. 15 мая 2025)[31].

## Предки
Родословная Дональда Трампа по отцовской линии прослеживается вплоть до XVIII века. Иоганн Трамп, родившийся в немецком Бобенхайме в 1789 году, переехал в соседнюю деревню Кальштадт, где в 1869 году родился его внук Фредерик Трамп, дед Дональда Трампа. Своё немецкое происхождение долгое время скрывал отец Дональда Трампа Фред Трамп. В период с конца Второй мировой войны и вплоть до 1980-х годов он заявлял о своём шведском происхождении. Дональд Трамп повторил эту версию в книге «Искусство заключать сделки» (1987), но позже сказал, что «гордится» своими немецкими корнями.

### Родители

#### Отец
Фред Трамп (1905—1999) — американский предприниматель-девелопер. Родился в Нью-Йорке. В 1927 году Фред Трамп и его мать Элизабет основали компанию «E. Trump & Son», специализировавшуюся на возведении и управлении объектами недвижимости в Куинсе, а также казармами и квартирами служащих ВМС США, расположенных вдоль Восточного побережья. Кроме того, компании принадлежало более чем 27 000 квартир в Нью-Йорке.
Дональд Трамп возглавил компанию своего отца в 1971 году и уже в 1973 году переименовал её в «The Trump Organization». Занимал пост руководителя до вступления в должность президента США.

#### Мать
Мэри Энн Маклауд (1912—2000) родилась в шотландской деревне Тонг на острове Льюис. В возрасте 17 лет эмигрировала в Соединённые Штаты, имея всего 50 долларов (что эквивалентно 772 долларам в 2020 году). По прибытии Мэри остановилась у сестры, а позднее стала работать горничной в Нью-Йорке. Мэри и Фред Трамп поженились в 1936 году и поселились в Куинсе. В 1942 году Мэри стала гражданкой США. Во время посещения Шотландии в июне 2008 года Дональд Трамп сказал: «Я думаю, что действительно чувствую себя шотландцем».

### Дедушки и бабушки

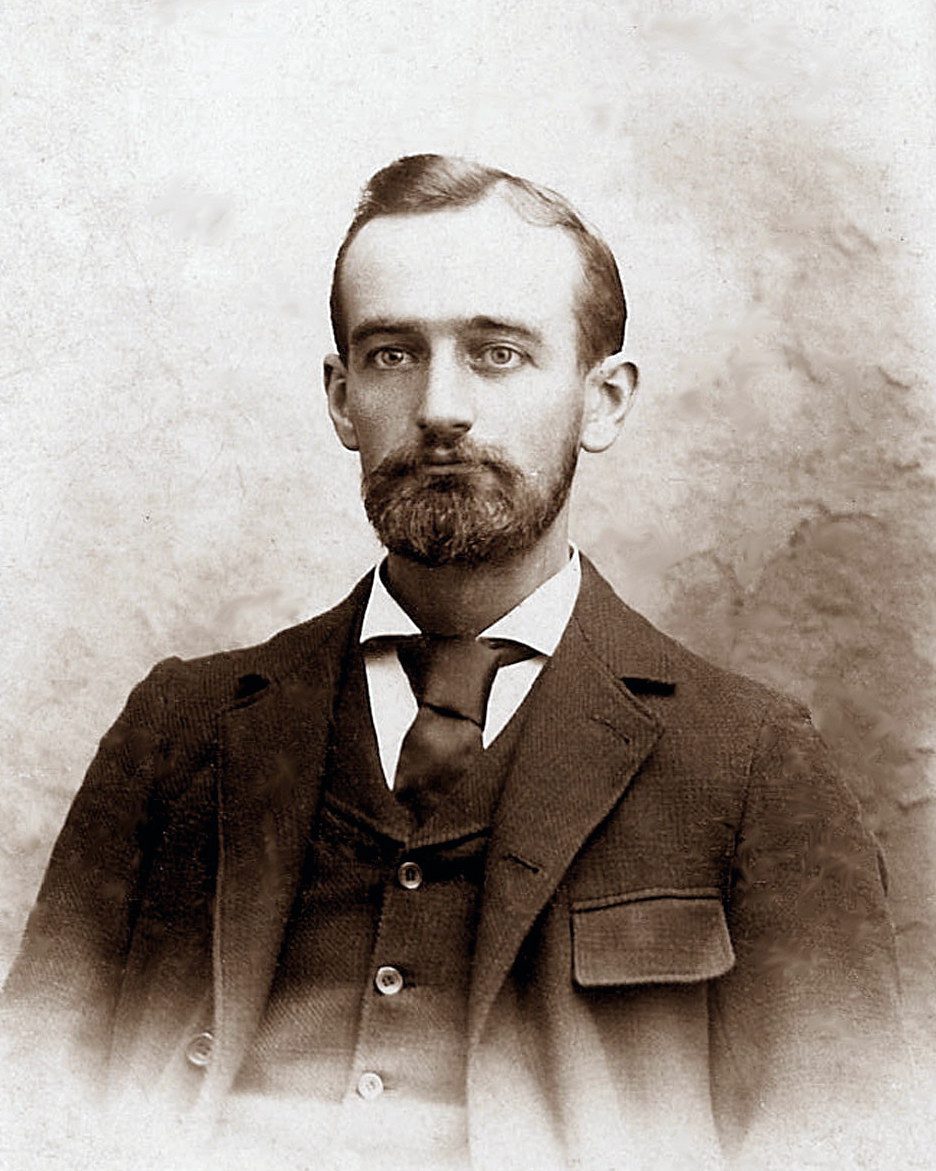
Фредерик Трамп
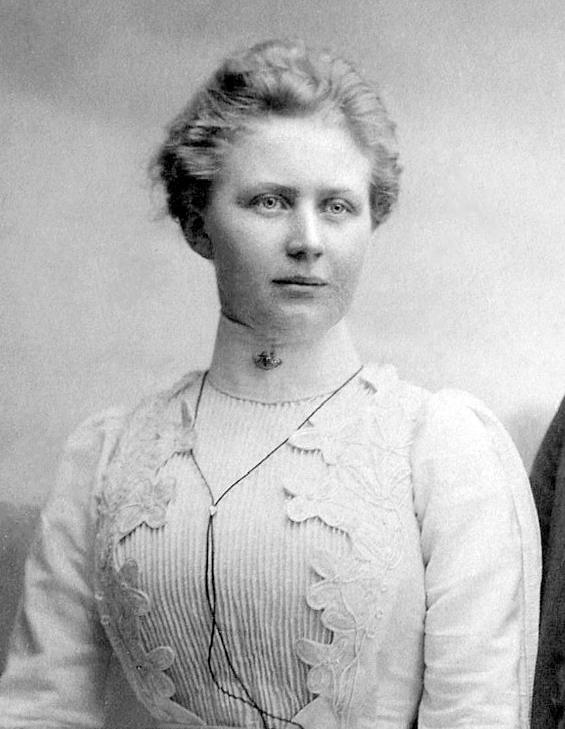
Элизабет Трамп

#### Фредерик Трамп
В 1885 году Фридрих Трамп эмигрировал из коммуны Кальштадт, Королевство Бавария, в Соединённые Штаты в возрасте 16 лет. В 1892 году получил гражданство США и изменил своё имя на Фредерик. Во время Клондайкской золотой лихорадки сколотил состояние, открыв ресторан и отель в Беннете, а затем в Уайтхорсе. Умер во время первой волны испанского гриппа. После смерти его состояние перешло к жене и сыну.
Фредерик Трамп был троюродным братом Генри Хайнца, основателя компании «H. J. Heinz», отец которого также был родом из Кальштадта.

#### Элизабет Крист Трамп
Элизабет Крист Трамп родилась в 1880 году. В 1902 году вышла замуж за Фредерика Трампа и переехала с ним в Соединённые Штаты. Как и её муж, являлась уроженкой Кальштадта, дочерью Филиппа и Марии Крист. Род отца происходил от Иоганна Криста (1626—1688/9) из Флёрсхайма, Гессен. Элизабет Крист Трамп была потомком создателя органов Иоганна Михаэля Хартунга (1708—1763) по линии своей бабушки по отцовской линии Сабины Крист.

## Братья и сёстры

#### Мэриэнн Трамп-Бэрри
Мэриэнн Бэрри (1937—2023) — старшая сестра Дональда Трампа. Работала старшим федеральным судьёй в Апелляционном суде третьего округа США. В феврале 2019 года подала в отставку.

#### Фред Трамп-младший
Фредерик Трамп-младший (1938—1981) — старший брат Дональда Трампа. 26 сентября 1981 года в возрасте 42 лет умер от сердечного приступа.

#### Элизабет Трамп Гроу
Элизабет Трамп Гроу (род. 1942) — старшая сестра Дональда Трампа. В 1989 году вышла замуж за кинопродюсера Джеймса Гроу. Работала помощником по административным вопросам в «Chase Bank».

#### Роберт Трамп
Роберт Трамп (1948—2020) — младший брат Дональда Трампа. Умер 15 августа 2020 года в возрасте 71 года. По данным «The New York Times», причиной смерти стало внутримозговое кровоизлияние после падения.

## Дальние родственники

#### Джон Трамп
Дядя Дональда Трампа по отцовской линии Джон Трамп (1907—1985) — инженер-электрик, изобретатель и физик. Разработал ротационную лучевую терапию. Был награжден Национальной научной медалью Рональдом Рейганом. Являлся членом Национальной инженерной академии.

#### Мэри Лия Трамп
Племянница Дональда Трампа Мэри Лия Трамп — психолог, писатель и бизнесвумен. Автор книги о Дональде Трампе и его семье под названием «Слишком много и никогда не достаточно» (2020).